# Findlay Point
Der Findlay Point ist eine Landspitze an der Nordküste von Coronation Island im Archipel der Südlichen Orkneyinseln. Sie liegt 3 km nordwestlich der Palmer Bay und Begrenzt die Norie Bay nach Nordosten.
Der britische Robbenfängerkapitän George Powell und sein US-amerikanisches Pendant Nathaniel Palmer sichteten diese Landspitze im Dezember 1821 bei ihrer gemeinsamen Erkundungsfahrt zu den Südlichen Orkneyinseln. Powell nahm dabei eine grobe Kartierung vor. Vermessungen erfolgten zwischen 1956 und 1958 durch den Falkland Islands Dependencies Survey. Das UK Antarctic Place-Names Committee benannte sie am 7. Juli 1959 nach dem britischen Geographen und Hydrographen Alexander George Findlay (1812–1875), der neben zahlreichen weiteren Werken eine Landkarte der Südlichen Orkneyinseln erstellt hatte.